# Robert Feger
Robert Feger (* 10. Juli 1918 in Durbach; † 6. Oktober 1987 in Kirchzarten) war ein deutscher Klassischer Philologe, Bibliothekar und Heimatforscher.

## Leben
Robert Feger studierte Klassische Philologie und Katholische Theologie an der Universität Freiburg im Breisgau. Nach der Promotion diente er als Soldat im Zweiten Weltkrieg. Ab 1945 arbeitete er an der Universitätsbibliothek Freiburg, wo er 1952 als planmäßiger Bibliotheksrat angestellt wurde. 1961 wurde er zum Ersten Bibliotheksrat befördert. 1983 trat er in den Ruhestand.
Als Altphilologe veröffentlichte Robert Feger lateinische Textausgaben und Übersetzungen in Reclams Universal-Bibliothek sowie Aufsätze zu fachwissenschaftlichen und fachgeschichtlichen Themen. Für die Realencyclopädie der classischen Altertumswissenschaft bearbeitete er das Stichwort „Titus Pomponius Atticus“ (1956).
Ein weiteres Gebiet Fegers war die Heimatforschung. Seine Forschungen zu und Schilderungen der Landschaft, Geschichte und des Sagenschatzes seines Heimatlandes Baden, besonders auch zu Johann Peter Hebel,  erschienen in Buch- und Aufsatzform und wurden teilweise ins Französische und Englische übersetzt. Er veröffentlichte diese Beiträge teilweise unter dem Pseudonym Hans Bachroth. Am † 6. Oktober 1987  starb er im Alter von 69 Jahren in Kirchzarten.

## Veröffentlichungen (Auswahl)
- mit Ekkehard Liehl: Schwarzwald. Bergland am Oberrhein. Thorbecke, Lindau, Konstanz 1957.
- (Hans Bachroth) Die musikalische Feuerwehr und andere alte Geschichten. Neu erzählt. Rombach, Freiburg 1960.
- Offenburg und die Ortenau. Thorbecke,  Lindau / Konstanz 1964.
- J. P. Hebel und der Belchen. Rede beim „Schatzkästlein“ zum Hebeltag 1965. Hebelbund, Lörrach 1965.
- Cicero: Laelius über die Freundschaft. Übersetzt und hrsg. von Robert Feger. Reclam, Stuttgart 1970 (Universal-Bibliothek Nr. 868).
- Tacitus: Agricola. Übersetzt, erläutert und mit einem Nachwort hrsg. von Robert Feger. Reclam, Stuttgart 1973, ISBN 3-15-000836-0 (Universal-Bibliothek Nr. 836/836a).
- Ritter, Fürsten und Melusinen. Geschichte und Geschichten von Burgen und Schlössern in Südbaden. Rombach, Freiburg 1978, ISBN 3-7930-0341-8.
- Johann Sattler: Chronik der Stadt Freiburg im Breisgau (Nachdruck der Ausgabe von 1698). Nachwort und Transkription von Robert Feger. Genealogische Tafeln von Wolfgang Kuhlmann. Rombach, Freiburg 1979.
- Titus Livius: Ab urbe condita. Liber 1. Übersetzt und hrsg. von Robert Feger. Reclam, Stuttgart 1981, ISBN 3-15-002031-X (Universal-Bibliothek Nr. 2031).
- Annäherung an einen Prälaten. Fragestellungen zu Leben und Werk von Johann Peter Hebel. Schauenburg, Lahr 1983, ISBN 3-7946-0221-8
- Burgen und Schlösser in Südbaden. Eine Auswahl. Weidlich, Würzburg 1984, ISBN 3-8035-1237-9.